# Faculdade de Medicina de Sorocaba
A Faculdade de Medicina de Sorocaba  é o nome original da Faculdade de Ciências Médicas e da Saúde da Pontifícia Universidade Católica de São Paulo (FCMS-PUC). Ela é a unidade da PUC-SP dedicada ao ensino e pesquisa na área da saúde. A FCMS-PUC conta com os cursos de graduação de Medicina e Enfermagem, programas de residência médica e de aprimoramento de estudos, mestrado profissional e cursos de extensão.
A PUC-SP possui 100 vagas de graduação em medicina e mais de 20 cursos de residência médica. No vestibular de 2016 foram 4606 candidatos para as 100 vagas (46,06 candidatos por vaga).

## Histórico
A Faculdade de Medicina de Sorocaba foi fundada em 14 de abril de 1950. Naquela época existiam 13 escolas de medicina no Brasil, sendo duas no estado de São Paulo: USP, de 1913 e a Escola Paulista de Medicina, de 1933. Portanto, Sorocaba foi a terceira em funcionamento no estado e a primeira no interior do Brasil.
As atividades práticas são realizadas na rede municipal de saúde, no Centro de Saúde-Escola, no Ambulatório Geral e de Especialidades e no Conjunto Hospitalar de Sorocaba constituído de 3 hospitais dentro do campus (Hospital Santa Lucinda da PUC-SP com 132 leitos e Hospitais Regional e Leonor Mendes de Barros com 400 leitos, ambos do Estado) onde são realizados procedimentos médicos de alta complexidade como cirurgia bariátrica, neurocirurgias, transplantes renal e de córnea.
Em 2019, o curso de Medicina da PUC conquistou a nota máxima — 5 — no Conceito Final de Curso, obtida por meio do Sistema Nacional de Avaliação da Educação Superior (Sinaes).A professora doutora Maria Helena Senger, coordenadora do curso, afirma que entre as observações feitas, os avaliadores disseram ainda que todas as inovações curriculares, juntamente ao internato de 3 anos, permitem uma formação exemplar dos estudantes. O novo projeto pedagógico tem uma linha mais moderna. Outra novidade é o currículo em espiral, em que o aluno revê matérias ao longo de todo o período do curso, em variados contextos. Já o internato (que é o estágio) dura três anos, ou seja, um ano a mais que os outros cursos de Medicina.
Atualmente, o corpo docente conta com 183 professores sendo 86 doutores, 69 mestres e 28 especialistas. A instituição já formou, durante todo o tempo de existência, 5.164 profissionais.

## Prêmios
Em 2006, a PUC ganhou o Prêmio Saúde Brasil, um dos mais importantes da área médica no País. O projeto vencedor foi "Diagnóstico e Intervenção na Comunidade de Vila Sabiá através do Módulo Curricular de Prática em Atenção à Saúde". Criado há 15 anos e reconhecido internacionalmente, o Projeto Saúde Brasil se baseia na premissa de comunicação ética e de responsabilidade social em programas de educação em saúde, meio ambiente e cidadania.
Em 2010, a ação de desenvolvimento de Protocolos de Atendimento e Encaminhamento em Saúde Mental para UBS (unidade básica de saúde) ganhou o 2º Lugar no Prêmio Doutor Cidadão promovido pela Associação Paulista de Medicina (APM). A equipe formada por 12 alunos do 4º ano de medicina e coordenada pelo professor Reinaldo Gianini criou o protocolo e o implantou na Unidade Básica de Saúde (UBS) do Jardim Vitória Régia, reduzindo de 2 anos para 2 dias o tempo de espera dos pacientes por consulta com um psiquiatra. As pesquisas feitas pelos estudantes apontaram que o atendimento em saúde mental naquela unidade de saúde era o mais demorado. Então montaram critérios para que avaliação pudesse ser feita por clínicos gerais e apenas os casos graves fossem encaminhados para um psiquiatra. Isso diminuiu a fila de espera desses pacientes.
Em 2010, o serviço de Cirurgia Plástica da PUC recebeu três importantes prêmios nacionais. Um no 7º Congresso Brasileiro de Queimaduras e os outros dois no 47º Congresso Brasileiro de Cirurgia Plástica. Destinado aos melhores trabalhos científicos apresentados por médicos residentes no Congresso Brasileiro de Queimaduras, o prêmio “Germano Riquet”, foi conferido à equipe pelos resultados em um tratamento de queimaduras da face, no Conjunto Hospitalar de Sorocaba. O tratamento foi realizado na unidade de queimados do CHS, em uma mulher de aproximadamente 30 anos, que teve a face gravemente queimada e deformada pelo fogo, enquanto trabalhava. O caso foi acompanhado e tratado no CHS durante seis anos e levou diversos procedimentos, como enxerto de pele e de sobrancelha, além de expansor do couro cabeludo - para reparar as sequelas da queimadura.

## Intercâmbios
Estudantes do quinto ano podem escolher em qual hospital vão realizar o estágio curricular obrigatório, também conhecido como estágio eletivo. Esses alunos podem optar entre hospitais renomados como Hospital Israelita Albert Einstein, Hospital Emílio Ribas e Unimed de Sorocaba. Outra alternativa é estagiar em hospitais franceses como o Saint-Philibert e Saint-Vincent da Faculté Libre de Médecine da Université Catholique de Lille.
Graças ao Programa de Estudantes-Convênio de Graduação (PEC-G) - também conhecido como "convênio Itamaraty" - todos os anos estudantes estrangeiros (com prioridade para as nações de língua portuguesa) vêm ao Brasil cursar Medicina na PUC-SP. Nos últimos anos, foram recebidos graduandos de Angola, Cabo Verde, Moçambique, Gana, Equador, etc. Em toda a universidade, são 62 bolsas custeadas integralmente pela PUC-SP.

## Professores ilustres (em exercício)
- Rosana Maria Paiva dos Anjos - Coordenadora do Nucleo Epidemiologia Hospitalar no Conjunto Hospitalar de Sorocaba, aonde é Presidente da Comissão de Revisão de Óbitos Hospitalares e Coordenadora do Núcleo de Atendimento Imediato às Vitimas de Violência Sexual. Revisora da Revista Brasileira de Educação Médica. Foi a primeira médica no Brasil a receitar o coquetel do HIV para uma criança, então só indicado a adultos. A Secretaria de Saúde de São Paulo rejeitou a decisão. Para salvar sua pequena paciente, Rosana precisou recorrer à Justiça. E venceu. Hoje, 12 anos depois, a menina tem carga viral indetectável e virou símbolo da luta contra a doença.[7]

## Ex-alunos notáveis
- Osmar de Oliveira - Ortopedista e Jornalista do "Jogo Aberto" da Band. Trabalhou no Sport Club Corinthians Paulista, Comitê Olímpico Brasileiro e Seleção Brasileira de Basquete.
- Gilberto Luis Camanho - Professor e Chefe do Corpo Clínico do Instituto de Ortopedia e Traumatologia da FMUSP. Citado na Veja SP "Os médicos que os médicos indicam".[8]